# Angelica pinnatiloba
Angelica pinnatiloba är en flockblommig växtart som beskrevs av R.H.Shan och F.T.Pu. Angelica pinnatiloba ingår i släktet kvannar, och familjen flockblommiga växter. Inga underarter finns listade i Catalogue of Life.